# Quartinia alcestis
Quartinia alcestis är en stekelart som beskrevs av Richards 1962. Quartinia alcestis ingår i släktet Quartinia och familjen Masaridae. Inga underarter finns listade i Catalogue of Life.